# Skamp
Skamp är en litauisk popgrupp som representerade Litauen i Eurovision Song Contest 2001 med bidraget U Got Style som framfördes på engelska och litauiska. Bidraget kom på 13:e plats med 35 poäng.